# J. Kauffmann Jüdischer Buchverlag und Buchvertrieb

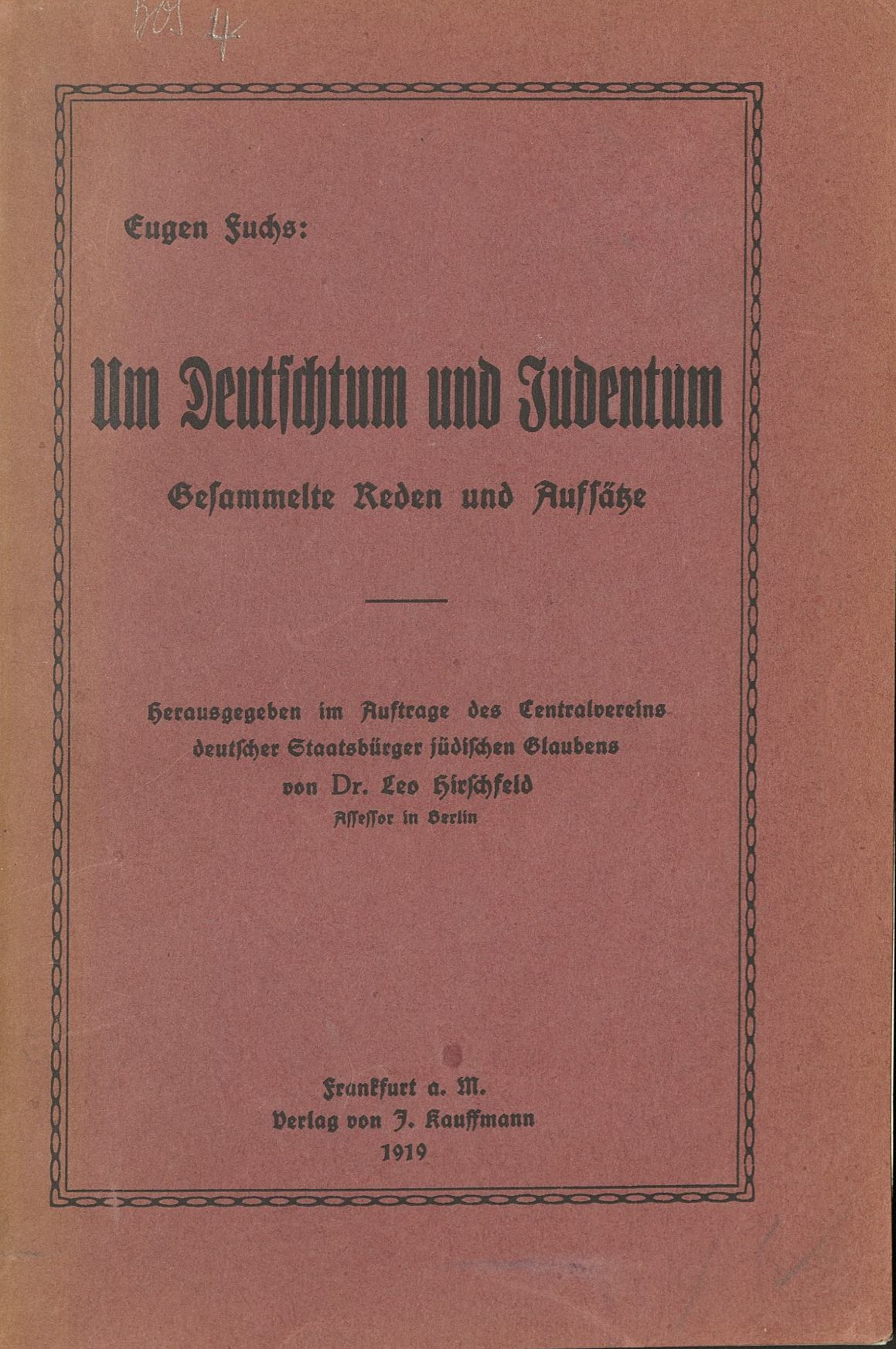
Eugen Fuchs: Um Deutschtum und Judentum, bei J. Kauffmann (1919)

Der J. Kauffmann Jüdischer Buchverlag und Buchvertrieb in Frankfurt am Main wurde 1850 von Isaac Kauffmann gegründet.

## Geschichte
Unter Ignatz Kauffmann (1849–1913), dem Sohn des Verlagsgründers, erlebte das Unternehmen seine erste Blüte. Es erschienen dort die Werke der Pioniere der Wissenschaft des Judentums: Abraham Berliner, Abraham Geiger, David Kaufmann, Moritz Steinschneider und Leopold Zunz.
Der Sohn von Ignatz, David Kauffmann, übernahm im Jahr 1909 die Verlagsleitung. Der Schwerpunkt des Verlagsprogramms blieb weiterhin die moderne Wissenschaft vom Judentum sowie Bücher über jüdische Kunst und Musik. Von 1933 bis zur zwangsweise erfolgten Auflösung des Verlags im Jahr 1938 erschienen noch 27 Verlagstitel.
Die Rechtsnachfolge des Kauffmann-Verlags hat die Verlagsbuchhandlung Victor Goldschmidts in Basel inne, welche heute als Goldschmidt Basel AG weitergeführt wird. In dieser Eigenschaft vertreibt das Unternehmen u. a. die Nachdrucke der unter deutschen Juden beliebten
Siddurim und Machsorim von Wolf Heidenheims Druckwerkstatt in Rödelheim.